# Disney Sports Basketball
Disney Sports Basketball är ett sportspel som släpptes 2002 av Konami till Gamecube och Game Boy Advance.

## Spelupplägg
Spelet innehåller Disneyseriefigurer, inklusive Musse Pigg, Mimmi Pigg, Kalle Anka och Janne Långben, som spelar Disney Sports Basketball. Spelaren väljer ett lag att spela i utmaning, cup, uppvisningsmatch eller övningsmatch mot ett antal motståndarlag och alla har ett urval av magiska saker för att hjälpa sitt lag.